# MSN
MSN (skrives msn) er en webportal og relateret samling af internettjenester og apps til Windows og mobile enheder, leveret af Microsoft og lanceret den 24. august 1995, samme dag som Windows 95.
Brandet MSN kommer oprindeligt fra Microsoft Network, der var en online opkaldstjeneste, som senere blev til en internetudbyder ved navn MSN Dial-up. Microsoft præsenterede samtidig webportalen Microsoft Internet Start som startside i browseren Internet Explorer. I 1998 blev webportalen flyttet til MSN.com, hvor den stadig ligger i dag.
Udover som navn på MSN Dial-up-tjenesten har Microsoft brugt brandet MSN til mange produkter, herunder Hotmail, senere Outlook, Messenger og som navn på virksomhedens søgemaskine, som nu kaldes Bing. Messenger var en gratis instant messaging klient, der blev udviklet og udgivet af Microsoft fra 1999-2007, og som engang var synonym for MSN på internetslang.
Microsoft redesignede MSN i 2014, og resultatet var den nuværende webside og en række apps. MSN har hjemsted i USA og tilbyder indhold på 54 markeder verden over, herunder Danmark. Den danske hjemmeside distribuerer indhold fra forskellige danske mediepartnere såsom Ritzau, B.T., Aller, Avisen.dk og Ingeniøren og fra en række internationale partnere.

## Webside

### Microsoft Internet Start
Microsoft brugte fra 1995-1998 først og fremmest MSN.com til at promovere MSN som en onlineservice og internetudbyder. MSN.com tilbød dog også en personaliseret startside og en internetguide, men firmaets største webportal var ’Microsoft Internet Start’ på domænet home.microsoft.org, som var standard-startsiden for Internet Explorer og tilbød information om emner som nyheder, vejr, sport, aktier, underholdning, links til andre sider på nettet og artikler fra Microsoft-ansatte. Microsofts originale nyhedsside var msnbc.com (nu NBCNews.com), som så dagens lys i 1996 og var tæt knyttet til Internet Start-portalen.

### MSN.com
I 1998 blev MSN.com-domænet knyttet sammen med Microsoft Internet Start og genopfundet som både webportal og brand for en serie af sider produceret indenfor Microsofts Interactive Media Group. Dermed blev MSN direkte konkurrent til sider som Yahoo! og Go Network. Det nye format betød, at MSN.coms indhold nu blev givet gratis ud globalt, og derfor blev internetudbyderen og tilmeldingstjenesten Microsoft Network omdøbt til Microsoft Internet Access, senere MSN Dial-up.
Den relancerede MSN.com indeholdt en hel familie af sider, herunder originalt indhold, kanaler, der blev medbragt fra 'web-shows', som var en del af Microsofts MSN 2.0 eksperiment med MSN Dial-up i 1996-1997, og der blev hurtigt tilføjet nye muligheder. MSN.com blev efterfølgeren til Internet Explorers standardstartside, og alle de tidligere ’Microsoft Internet Start’-hjemmesider blev fusioneret med MSN.com..
Nogle af de originale hjemmeside, Microsoft udgav i den æra, er stadig aktive i dag. Microsoft Investor, som er en finansnyheds- og investeringsservice, der engang blev produceret i samarbejde med CNBC, er nu MSN Finans. CarPoint, en service til køb og sammenligning af automobiler, er nu MSN Biler, og Internet Gaming zone, en webside der tilbyder online spil, er blevet til MSN Spil. Microsoft frasolgte også andre sider, såsom rejsesiden Expedia, online-magasinet Slate og Sidewalk.com, der var en side med lokale begivenheder og mulighed for søgninger på byer.
I slutningen af 1990'erne samarbejdede Microsoft med mange andre serviceudbydere og Microsoft-afdelinger for at udvide udbuddet af MSN's servicer. Nogle eksempler inkluderer MSN adCenter, MSN Shopping (som relaterer sig til eBay, PriceGrabber og Shopping.com) og Encarta-encyklopædien med mange niveauer af informationsadgang.
Siden da er MSN.com blevet ved med at være en populær destination, som præsenterer mange nye services og indholdssider. MSN's Hotmail og Messenger-services blev promoveret fra MSN.com-portalen, som er centrum for alt MSN's indhold. MSN Search (nu Bing) en søgemaskine, blev lanceret i 1999. Samtidig lanceredes Microsoft Passport, som var en mulighed for enkelt-login til alle Microsofts online servicer. MSN.com portalen og en relateret gruppe af services under MSN-paraplyen forblev i store træk det samme gennem de tidligere 2000'ere. MSN fik nyt logo og redesign den 25. december 2009.
I 2012 annoncerede MSN, at der ville komme en ny version af MSN.com-hjemmesiden den 26. oktober kun for Windows 8, og den nye version skulle være mere klar, simpel og lavet til touch. Den ville have lighed med en app, og andre funktioner inkluderede ’Flip Ahead’, hvilket gav brugerne mulighed for at flytte sig fra den ene artikel til den næste.

### Windows Live
I 2005 og 2006 blev mange af Microsofts servicer reorganiseret under et nyt brandnavn, som Microsoft brugte på den tid: Windows Live. Dette skridt var en del af Microsofts strategi for at forbedre virksomhedens online tilbud ved at bruge Windows brand-navnet. Virksomheden gav også sin online software og servicer en overhaling, fordi der kom stigende konkurrence fra rivaler som f.eks. Yahoo! og Google. Det nye navn blev præsenteret en service ad gangen. Gruppen af Windows Live servicer brugte Web 2.0 for at tilbyde funktioner, der normalt kun var tilgængelige gennem målrettede softwareprogrammer.
Nogle af servicerne, som blev påvirket af rebrandingen, var MSN Hotmail, som blev Windows Live Mail (nu Outlook.com), MSN Messenger, som blev Windows Live Messenger (nu integreret i Skype), MSN Search, som blev Live Search (nu kendt som Bing), MSN Virtual Earth, som blev Live Search Maps (nu Bing Maps), MSN Spaces, som blev Windows Live Spaces, MSN Alerts, som blev Windows Live Alerts og MSN Groups, som blev Windows Live Groups. Nogle andre tjenester, såsom MSN Direct, forblev en del af Microsoft-familien uden at skifte navn til Windows Live.
Efter lanceringen af Windows Live fik MSN et andet fokus og blev primært en online indholdsudbyder af nyheder, underholdning og generelle interesseemner gennem webportalen MSN.com, mens Windows Live stod for det meste af Microsofts online software og servicer. I 2012 begyndte Microsoft at udfase Windows Live-brandet og refererede til hver service separat med dets individuelle brandnavn uden noget 'Windows Live' præfiks.

### Nyeste redesign
Dem 30. september 2014 kom det nyeste redesign af sitet, som var helt forandret og gjorde brug af firmaets moderne designsprog. Det nye logo har også en stil, der ligner andre Microsoft produkter. Websiden tilbyder ikke længere originalt indhold, men redistribuerer indhold fra populære indholdspartnere. Meget af det eksisterende indhold på MSN blev fjernet, da websiden efter input fra næsten 10 mio. brugere blev simplificeret til den nuværende hjemmeside med kategorier, hvoraf nogle har tilhørende apps.

#### Kategorier
- Nyheder - De seneste overskrifter og artikler fra en række udvalgte partnere
- Vejr - Vejret lige nu, vejrudsigt, kort, nyheder og trafik
- Underholdning - Tv, film, musik og nyheder om kendte
- Sport - Opdateringer, resultater, mål og sportsnyheder
- Finans - Aktiekurser, privatøkonomi, boliglån, investeringer, valutaberegner mm.
- Livsstil - Overskrifter, artikler og andet indhold om parforhold, børn, mad, bolig og mode
- Sundhed - Artikler og information om vægttab, sund livsstil, sygdomme og symptomer
- Biler - Nyheder, motorløb, tests og anmeldelser
- Video: Nyheder, virale videoer og videoer fra MSN's andre kategorier. Integrerer med søgninger fra Bing Video.

Barren øverst på MSN.com giver adgang til forskellige tjenester, herunder Bing, Outlook.com, Microsoft Store, Facebook, Skype, Office Online, OneNote, OneDrive, Bing Maps og Twitter.
Når man logger på MSN med en Microsoft-konto, får man mulighed for se personaliseret indhold, som synkroniserer på tværs af enheder på hjemmesiden og tilhørende apps. Redesignet af siden betød, at MSN's personaliserede hjemmesideservice 'Mit MSN', der blev drevet af tilpassede RSS-feeds, lukkede, da den nye hjemmeside ikke længere understøttede brugerspecifikt RSS-indhold. Dog blev der tilføjet en mulighed for tilpasning, da hver kategori på siden kan flyttes eller skjules.

## Apps
MSN Apps er en serie af webbaserede apps på tværs af platforme, som primært giver brugerne information fra kilder, der publiceres på MSN.com. Størstedelen af disse apps er udgåede og erstattet af appen Microsoft News.
Microsoft lancerede disse apps sammen med redesignet af MSN-webportalen i 2014 og rebrandede mange af de Bing-apps, der oprindeligt kom med Windows. Med Windows 8 kom Nyheder, Sport, Finans, Vejr og Rejser og med Windows 8.1 Sundhed og træning og Mad og Drikke. Disse apps blev tilgængelige på alle større platforme: iOS, Android og Fire OS.
Hver app gav brugerne nogen, men ikke fuld kontrol over, hvilke kilder de ville se indhold fra. Oprindeligt gav hver app en forenet oplevelse med MSN-websiden og synkroniserede præferencer på tværs af enheder. Synkroniseringen blev droppet, da appsene blev genopbygget til Windows 10.
Der findes lige nu fire af de ældre apps i suiten, men de opdateres ikke længere og er i stedet samlet i Microsoft News-appen. Microsoft udviklede et separat sæt apps til MSN China. Efter at Microsoft købte Nokias mobiltelefonenhed, begyndte Microsoft også at sammensætte MSN-servicerne med de Nokia-brandede telefoner, dog var Nokia 215 den eneste understøttede model.

### Microsoft News
Microsoft News (tidligere MSN News, oprindeligt Bing News) er en nyhedsaggregator og service, som giver de sidste overskrifter og artikler, som er udvalgt af redaktører og kommer fra pålidelige kilder. Appen kommer i mange forskellige sprogvarianter, herunder dansk. Den har sektioner til tophistorier, Sport, Livsstil, Vejr, Erhverv, Mad, Underholdning, Sundhed og Nyheder og giver mulighed for, at brugerne kan vælge deres egne favoritemner.
Oprindeligt havde Microsoft News et RSS-feed, men Microsoft fjernede den mulighed. Det er muligt at tilvælge notifikationer om nyheder og vælge en særlig mørk tilstand til læsning om aftenen. Microsoft News bruger Live Tile-funktionen fra Windows 10 Jubilæums-opdateringen.

### Udgåede apps
Appsene Vejr, Sport og Finans findes stadig, men opdateres ikke. Mad og drikke, Sundhed og Rejse blev lukket i 2015 og eksisterer dermed ikke mere.

#### Vejr
MSN Vejr (oprindeligt Bing Vejr) viste vejret for en brugers nuværende sted eller ethvert andet sted verden over og tillod brugerne at definere deres favoritsteder, hvilket synkroniserede tilbage til webportalen og på tværs af enheder. Brugere kunne knytte Vejr til Start-menuen for ved et blik at se lokale vejrforhold for mange steder. Den tilbød også satellitkort og information om skisteder. Appen modtog sine vejrforhold og -udsigter fra en mængde kilder internationalt. Vejr brugte vejrforhold som baggrund, hvilket gjorde det til den eneste app, der ikke havde et lys/mørke skifte i Windows 10. Vejr var ikke tilgængeligt til iOS, derimod kom den præinstalleret på Nokia 215-telefonen fra Microsoft Mobile, der kørte på Series 30+, og var den eneste telefon, der havde den app indbygget.

#### Sport
MSN Sport (oprindeligt Bing Sport) viste forskellige sportsresultater og stillinger fra hundrede af ligaer verden over, såvel som aggregerede sportsrelaterede artikler og overskrifter. Sport tilbød også brugeren at se gallerier, slå information op om individuelle spillere og lave vedkommendes eget hold.

#### Finans
MSN Finans (tidligere Bing Finans) tillod brugeren at opsætte en liste over aktier, vedkommende ville holde øje med, følge bestemte virksomheder, modtage aktieopdateringer, få de seneste nyheder om aktiemarkeder, se real-time handelstal med 30 min. forsinkelse, følge vedkommendes egen privatøkonomi, beregne boliglån, få information om forpligtelser og omregne valuta.

#### Mad og Drikke
MSN Mad og Drikke (oprindeligt Bing Mad og Drikke) var en opskriftsapp, der tilbød nyheder relateret til mad og drikke, en personlig indkøbsliste, der synkroniserede på tværs af enheder og net og et vin-opslagsværk, der indeholdt information om over 1,5 mio. flasker vin, over 3,3 mio. smagsnuancer og hundredvis af cocktailopskrifter. Brugere kunne bruge appen håndfrit, tilføje deres egne opskrifter fra fysiske kogebøger eller personlige opskrifter ved at tage et billede, tilføje noter til opskrifter og samle dem i kollektioner. Appen samlede også information fra berømte kokke og oplistede dem efter deres køkkentype.

#### Sundhed og Træning
MSN Sundhed og Træning (oprindeligt Bing Sundhed) tillod brugerne at tracke deres kalorieindtag, slå ernæringsinformationer op for hundredtusindvis af forskellige fødevarer, bruge en indbygget GPS-tracker, se trin-for-trin træningssessioner med billeder og video, tjekke symptomer for forskellige sundhedstilstande og synkronisere deres sundhedsdata med forskellige tredjeparts-enheder, såsom aktivitetstrackere. Appen var tidligere forbundet med Microsoft HealthVault, men den begyndte at bruge MSN's egen cloudservice til at synkronisere data, da den blev rebrandet fra Bing til MSN. Appen relaterede sig ikke på nogen måde til Microsofts Xbox Fitness eller Microsoft Sundhed (den tilhørende app til Microsoft Band), selvom deres funktion var ens.

#### Rejser
MSN Rejser (oprindeligt Bing Rejser) var en rejsesøgemaskine, der gav brugeren mulighed for at booke hoteller og fly, se rejserelaterede overskrifter, og som tilbød detaljeret information om tusindvis af rejsedestinationer. Data i appen kom fra forskellige rejsehjemmesider, herunder Expedia, tidligere ejet af Microsoft. Andre funktioner inkluderede at finde information om lokale restauranter, se billeder (inklusive panorama) og historiske data om destinationer og læse anmeldelser fra tidligere rejsende. Hvis brugeren var logget ind, ville den virtuelle assistent Cortana finde fly- og hotelinformation gennem appen. MSN Rejser var den eneste app i samlingen, der kun var tilgængelig i Windows. Appen blev opgivet i 2015.
Microsoft havde overtaget Farecast i 2008, en hjemmeside for computerreservationer, som tilbød at forudsige fremtidige priser på flybilletter. Farecast blev grundlagt i 2003 og havde i 2007 samlet over 175 milliarder observationer om flypriser for at bygge algoritmer til at forudsige fremtidige luftfartspriser. Microsoft integrerede det som en del af Live Search-gruppen af værktøjer og rebrandede det som Bing Rejser i 2009 som en del af indsatsen for at skabe en ny søgeidentitet. I 2009 var der anklager om, at Bing Rejser havde kopieret sit layout fra Kayak.com. Microsoft benægtede anklagerne. I 2013 blev Bing Rejsers resultater leveret af Kayak.com. Forudsigelsesfunktionen blev fjernet i 2014. I maj 2015 rebrandede Microsoft servicen som MSN Rejser. I august 2015 skiftede flysøgesiderne fra Kayak.com til at blive leveret af konkurrenten Skyscanner.

### Ældre mobilapps
Microsoft tilbød først indhold fra MSN-webportalen på mobile enheder i de tidligere 2000'ere gennem en service kaldet Pocket MSN (på linje med Pocket PC-produkterne på den tid) og kaldte den senere for MSN Mobile. Den originale MSN Mobile-software var præinstalleret på mange mobiltelefoner og PDA'er og gav adgang til MSN-servicer som blogs (MSN Spaces), e-mail (Hotmail), chat (MSN Messenger) og websøgning (nu kaldet Bing).
I mellemtiden fik Microsofts MSN-apps et mere indholdsfokuseret fokus, ligesom det også var tilfældet for webportalen. Tidligere versioner af MSN-apps til Windows Mobile og tidligere versioner af Windows Phone, såvel som MSN-apps til Android og iOS-enheder i de tidligere 2010'ere, var først og fremmest kanaler for nyhedsartikler fundet på MSN.com.
Tidligere MSN mobilapps inkluderede versioner af MSN Vejr og MSN Finans til Windows Mobile 6.5 og 'MSN Money Stocks'.

## International
Microsofts internationale hovedkvarter ligger i Redmond i USA, og MSN's primære og mest besøgte webside er også det amerikanske website. Men MSN har siden 1995 tilbudt forskellige internationale versioner af sin portal til markeder over hele verden, også Danmark.
Efter redesignet og relanceringen af MSN-webportalen i 2014 har de fleste MSN hjemmesider samme layout som den amerikanske og er i store træk ikke til at skelne fra den, bortset fra indholdet. Der er to undtagelser: ninemsn, som er et langvarigt partnerskab mellem Microsoft og Nine Network i Australien, som blev lanceret i 1997 (Microsoft solgte sine aktier i foretagendet i 2013 og sluttede sin branding med Nine i 2016. Der findes også MSN China, som er en version af MSN, der er speciallavet til Kina, Microsoft lukkede dog siden i 2016 og erstattede den med en side med links til en mængde andre kinesiske websider.